# Relégation spatiale
La relégation spatiale est un concept issu de la géographie du pouvoir. Selon Denise Pumain (2006), la relégation spatiale est une forme de ségrégation non-choisie et subie (par opposition à une ségrégation choisie de type « gated-communities », ghettos riches ou dans certains cas, selon certaines préférences ethniques). Selon elle, la relégation spatiale « tend à exclure ou regrouper des populations qui n'ont pas le choix de leur lieu de résidence, parce qu'elles sont moins favorisées ou moins bien assimilées ».
Selon le Dictionnaire de la Géographie de Jacques Lévy et Michel Lussault, la ségrégation peut être définie comme « processus et état de séparation spatiale tranchée de groupes sociaux » se traduisant par « la constitution d'aires marquées par une faible diversité sociale, des limites nettes entre ces espaces et ceux qui les jouxtent et les englobent », s'accompagnant d'une « légitimation sociale, par une partie des acteurs au moins, de ce processus et de cet état ». La relégation spatiale apparaît donc comme une forme particulière de ségrégation qui implique le non-consentement du ou des groupes relégués.
Le concept de relégation spatiale permet ainsi d'analyser à de multiples échelles (État, ville, périurbain, quartier, immeuble, espace privé, etc.) les phénomènes d'exclusion ou d'assignation territoriales. On peut aussi considérer, comme nous le verrons plus loin, que ses applications peuvent dépasser le cadre du lieu de résidence pour s'attacher à l'analyse des lieux de vie ou d'activités.

## Un concept issu de la géographie du pouvoir
Maryvonne Le Berre considère le territoire comme « portion de surface terrestre appropriée par un groupe social pour assurer sa reproduction et la satisfaction de ses besoins vitaux ». Selon André Dauphiné, le processus d'appropriation, non content de s'appuyer sur des conflictualités en place ou d'en générer de nouvelles, inscrit aussi dans l'espace les rapports de pouvoir en place en ce que « l'appropriation de territoire permet domination et ségrégations ». Pour Dauphiné, ce sont des rapports de pouvoir sous-jacents, mis en place ou renforcés par le processus d'appropriation territoriale, dont découlent les phénomènes de marginalisation, exclusion, majorité et dominance. Ainsi pour Dauphiné, la géographie se doit d'accorder une place centrale à l'étude de l'appropriation, des territorialités et de leurs conséquences.
Paul Claval, tenant parmi d'autres d'une perspective relationnelle du pouvoir, considère que c'est à travers les institutions dont les sociétés se dotent que s'organise l'appropriation territoriale. Ces institutions (État, loi, famille, Église...) organisent et garantissent les convictions partagées d'une société, ou plutôt, celles de la culture dominante. Elles institutionnalisent les relations entre les différents groupes ou individus et régulent les rapports de pouvoir induites par ces relations dans l'espace social et spatial de la société.

## Utilisations du concept de relégation spatiale en géographie
Le concept de relégation spatiale est utilisé par les géographes afin de décrire et d'analyser des dynamiques prenant place dans différents contextes et espaces.
- Les banlieues : Celles-ci constituent le principal sujet d'étude mobilisant le concept de relégation spatiale. Ces travaux s'inspirent largement de ceux menés en sociologie urbaine et la relégation urbaine qui est étudiée y est souvent opposée à la notion de droit à la ville[7] théorisée par Henri Lefebvre. En France, les quartiers de grands ensembles sont souvent qualifiés d' « espaces de relégation »[1]. Brun, Rhein et Bernand notamment envisagent la banlieue comme lieu de relégation spatiale, sociale, économique et politique[8]. Jacques Donzelot conçoit la relégation (à côté de la péri-urbanisation et de la gentrification) comme l'un des éléments à la base de la conception du XIXe siècle de la Ville à trois vitesses imaginée par un urbanisme hygiéniste et moral bourgeois, soucieux de préserver les centres urbains de l'arrivée massive d'une classe laborieuse. Les "cités d'habitat social" ou logements ouvriers installés dans les périphéries urbaines servirent ainsi de "remèdes" à l'insécurité civile et sociale ressentie par les classes bourgeoises.

« Comment éviter, enfin, que cette mise à distance des classes pauvres par rapport aux classes possédantes ne rallume dans les esprits la colère qu’elle éteignait dans les cœurs? En établissant une continuité possible entre les diverses conditions sociales, en faisant en sorte que l’amélioration de la condition des plus pauvres grâce au travail, à l’épargne, au mérite scolaire, aille de pair avec une mobilité spatiale et qu’entre les deux pôles de la société urbaine, l’ascenseur social se traduise par une densification de l’habitat pour les couches moyennes. Ainsi la ville moderne, la ville de l’industrialisation réussit-elle à «faire société» par le tracé fonctionnel de son espace, la mise à distance des classes antagonistes et les pointillés du rêve de la promotion sociale individuelle. Il y eut même un moment, entre la fin des années 1950 et le début des années 1970, où la partie paraît si bien gagnée que l’on put, en France particulièrement, concevoir et concrétiser une forme d’urbanisme propre à rassembler toutes les classes dans un espace urbain unificateur parce qu’homogène. Les «grands ensembles» et les «villes nouvelles» furent l’incarnation majeure de cette confiance dans la capacité de la ville à faire une société unie. »

- Le spatial mismatch : La théorie du spatial mismatch, formulée premièrement par John F. Kain dans son article de 1968 Housing Segregation, Negro Employement, and Metropolitan Decentralization[10], s'intéresse au décalage spatial qui sépare les personnes à bas revenus de leurs potentielles opportunités professionnelles. Ce décalage aurait alors pour conséquence de renforcer l'isolement social dont sont victimes les habitants des quartiers concernés[11],[9].
- Les femmes : La géographie du genre notamment s'intéresse à la manière dont les femmes pratiquent l'espace et à la manière dont elles sont reléguées à l'espace privé du domicile[12],[13],[14].
- Les personnes sans domicile fixe : Les études sur la relégation des personnes sans-abris à des habitats de fortune (dessous de pont, bord d'autoroutes, etc.) mobilisent également ce concept[15],[16].
- La prostitution : Les travaux sur la localisation du travail du sexe mobilisent également la notion de relégation spatiale[17]. Selon Raymonde Séchet, "le confinement dans les quartiers chauds est à la fois isolement spatial et relégation sociale"[18],[19],[20].
- L'hébergement des personnes demandeuses d'asile : Celui ci peut également être analysé à l'aune du concept de relégation spatiale[21]. En Suisse par exemple, les personnes requérantes d'asile sont largement hébergées sous terre, dans des abris antiatomiques[22],[23].
- Les politiques de "Tolérance Zéro": Phil Hubbard[24] notamment analyse la gentrification comme fruit de politiques introduites afin de faire place à la ville entrepreneuriale, c'est-à-dire pensée et mise en place par les entrepreneurs à destination des familles de classes moyennes et propice à la consommation. Pour Hubbard ces politiques ont pour objectif principal de démontrer la capacité des gouvernants à promouvoir en ville un nouvel ordre moral à travers la stigmatisation de populations dites "problématiques" (SDF, travailleu.r.se.s du sexe, toxicomanes, Roms, dealers...) puis leur élimination mise en place au travers de politiques dites de "Tolérance Zéro".

Outre cette liste non exhaustive, de nombreux phénomènes (tels que la toxicomanie, la criminalité, le logement des personnes âgées, etc.) répondent partiellement à une logique de relégation territoriale.